# Аксай (Дагестан)
Акса́й (ранее Новый Аксай; кум. Янгы-Яхсай, Яхсай) — село в Хасавюртовском районе Республики Дагестан (Россия). Образует муниципальное образование село Аксай со статусом сельского поселения как единственный населённый пункт в его составе. Один из крупнейших кумыкских населённых пунктов на территории Дагестана. В прошлом город Аксай, столица Аксаевского княжества.

## Этимология
Название селения Аксай (Яхсай) является кумыкским названием, переводящимся с кумыкского языка как "белая река" или "белые воды", так как "ак" с кумыкского языка переводится как "белый, белая", а "сай" или, по-другому, "су", переводится как "река, вода".  Однако местным населением в обиходе используется название Янгы-Яхсай или просто Яхсай.

## География
Расположено к северу от города Хасавюрт на правом берегу р. Аксай недалеко от границы с Чеченской Республикой.

## История
Село образовано, предположительно, во второй половине XVII века и первоначально называлось «Ташгечув» (с кумыкского «Каменный брод»).
В 1825 году жителей аула обвинили в убийстве русского офицера, после чего их переселили на плоскость, на берег небольшой речушки Ташгечув, отсюда и произошло название аула Ташгечув. В 1825 году в село насильственно переселили жителей Старого Аксая, сожжённого царскими войсками. С этого времени за селом закрепляется название «Новый Аксай». С течением времени приставка «Новый» отпадает и село именуется просто Аксай.

Позже сюда переселились кавказские евреи, которые бежали из Эндери от погромов. В XIX веке еврейское население Ташгечува то есть Аксая постоянно увеличивалось, в 1867 году здесь проживали 82 семьи кавказских евреев (533 человека), а к 1900 году — 700 человек. Однако по переписи 1926 года, после революции и гражданской войны, в ауле осталось всего 19 семей горских евреев то есть 97 человек.
В 1837 году кумыкский аксаевский князь Муса-Хасав переселяет оставшихся в Старом Аксае кумыков к переселенным в 1825 году староаксаевцев из-за набега эндиреевского кумыка с полчищем горцев Ташев-Хаджи.  
В 1883 г. село входило в состав 2-го (Аксайского) участка Хасавюртовского округа Терской области. Состояло из 1042 дворов. При нем хутора : Чагоротар, Карасу и Чабаклы. Моноэтническое кумыкское село.

## Население
| 1889    | 1914  | 1926  | 1939  | 1970    | 1979    | 1989    |
| ------- | ----- | ----- | ----- | ------- | ------- | ------- |
| 6053    | ↘5985 | ↘4052 | ↘3454 | ↗6323   | ↗6636   | ↘6518   |
| 2002    | 2010  | 2012  | 2013  | 2014    | 2015    | 2016    |
| ↗8336   | ↗9000 | ↗9031 | ↘9001 | ↘8959   | ↗9105   | ↗9264   |
| 2017    | 2018  | 2019  | 2020  | 2021    | 2023    | 2024    |
| ↗9442   | ↗9571 | ↗9634 | ↗9780 | ↗11 380 | ↗11 581 | ↗11 766 |
| 2025    |       |       |       |         |         |         |
| ↗11 826 |       |       |       |         |         |         |

Национальный состав
По данным «Список населённых мест Терской области : По сведениям к 1 января 1883 года»:
| № | Национальность | Численность, чел. | Доля  |
| - | -------------- | ----------------- | ----- |
| 1 | кумыки         | 4 592             | 100 % |

По данным Всесоюзной переписи населения 1926 года:
| №  | Национальность | Численность, чел. | Доля   |
| -- | -------------- | ----------------- | ------ |
| 1  | кумыки         | 3732              | 92,1 % |
| 2  | горские евреи  | 97                | 2,4 %  |
| 3  | чеченцы        | 78                | 1,9 %  |
| 4  | лакцы          | 29                | 1,7 %  |
| 5  | курды          | 22                | 0,5 %  |
| 6  | андийцы        | 12                | 0,3 %  |
| 7  | персы          | 11                | 0,3 %  |
| 8  | татары         | 9                 | 0,2 %  |
| 9  | аварцы         | 9                 | 0,2 %  |
| 10 | ингуши         | 7                 | 0,2 %  |
| 11 | ахвахцы        | 8                 | 0,2 %  |
| 12 | другие         | 38                | 0,9 %  |

По переписи 2002 года:
- кумыки — 5207 чел (62,5 %)
- аварцы — 2523 чел. (30,3 %)
- чеченцы — 405 чел. (4,9 %)
- лакцы — 135 (1,6 %)
- прочие — 66 (0,8 %)

По данным Всероссийской переписи населения 2021 года:
| №        | Национальность | Численность, чел. | Доля    |
| -------- | -------------- | ----------------- | ------- |
| 1        | кумыки         | 7 130             | 62,65%  |
| 2        | аварцы         | 3 724             | 32, 72% |
| 2.000001 | не указавшие   | 17                | 0,14 %  |
| 2.000002 | прочие         | 509               | 4,47 %  |
| 2.000003 | всего          | 11 380            | 100 %   |

## Известные уроженцы
- Алибеков, Манай (1860—1920) — кумыкский поэт.
- Астемиров Багаутдин Аджиевич (1898—1967) — кумыкский поэт, государственный деятель, первый председатель Союза писателей Дагестана, нарком просвещения ДАССР.
- Атабаев, Магомед Султанмурадович (1938—2017) — Народный поэт Дагестана.
- Батырмурзаев, Нухай (1865—1919) — кумыкский писатель-просветитель.
- Батырмурзаев, Зайналабид Нухаевич (1897—1919) — кумыкский поэт, публицист, революционер.
- Капланов, Рашид-Хан Завитович (1883—1937) — кумыкский князь, министр внутренних дел Горской Республики, министр народного просвещения и по делам вероисповеданий и торговли, промышленности и продовольствия Азербайджанской Демократической Республики.
- Абдулхаким Исмаилов — участник советско-финской и Великой Отечественной войн, Герой Российской Федерации. Запечатлен на всемирно-известной фотографии Халдея, держащий флаг СССР над рейхстагом.[39]
- Махмудов, Увайс Багавдинович (1938—2012) — нейрохирург, профессор, доктор медицинских наук, главный научный сотрудник Института нейрохирургии им. академика Н. Н. Бурденко РАМН.
- Мирзаев, Султан Бетерович (род. 1964) — Муфтий Чеченской Республики (2005—2014).
- Порсуков, Али Абакарович (1969—2002) — мастер спорта международного класса по боксу, чемпион мира по ушу-саньда и кик-боксингу.
- Салаватов, Алим Паша (1901—1942) — кумыкский поэт и драматург, основоположник кумыкской драматургии.
- Токболатов, Сираждин Насирови  (1923, с. Яхсай — 1998) — кумыкский поэт, писатель и журналист.
- Уцмиев, Хасай-хан Мусаевич (1808—1867) — кумыкский князь, российский генерал-майор, управлявший Карабахским ханством.